# 원종준
원종준(1989년 6월 5일 ~ )은 대한민국의 성우로, 2021년 대원방송 성우극회 공채 12기로 입사했다. 

## 출연작

### 애니메이션
2022년
- 디지몬 어드벤처: - 고릴라몬, 안드로몬, 역무원, 니드호그몬, 선장, 맘보몬, 고그마몬, 볼케몬, 아타마데카치몬, 가오스몬, 메카노몬, 하누몬, 데스몬
- 유희왕 SEVENS - 구루구루, 하유가, 강아지탈 파블로프, 델타
- 트로피컬 루즈! 프리큐어 - 코니, 농장주 외 각종 단역
- 쾌걸 근육맨 2세 - 아나운서, 근육맨 솔져 외 각종 단역
- 게게게의 키타로 6기 - 만리장벽
- 일곱 바다의 티코 - 게일
- 로미오의 푸른 하늘 - 카날로, 로시
- 시골소녀 폴리아나 - 에임스 외 각종 단역
- 나의 히어로 아카데미아 6기 - 코끼리, 일 보이, 메카, 마제스틱, 빌런[2], 싱가포르 대사 외 각종 단역
- 블리치 천년혈전 편 - 무구루마 켄세이, 이바 테츠자에몽, 창투

2023년
- 나의 히어로 아카데미아 6기
- 팬더와 친구들의 모험 - 단장
- 호빵맨 - 국수 스님 외 단역
- 나와 로보코 - 강산해, 사무라이, 도미오, 소삼정, 환경맨, 아나운서
- 먼작귀 - 가면 키메라, 밤만쥬, 포쉐트 갑옷
- 게게게의 키타로 6기 파트 2 - 미타무라
- 꼬마마법사 레미(재더빙) - 도재훈, 용호, 파파야 형제의 동생, 호빈, 형사, 건호 할아버지, 최유진
- 블리치 천년혈전 편 : 결별담 - 무구루마 켄세이, 이바 테츠자에몽, 창투, 우쇼다 하치겐
- 원피스 - 마하
- 카트가이트!! 뱅가드 will+Dress - 키요쿠라 타이조
- 키테레츠 대백과(재더빙) - 박호구, 대장

2024년
- 스파이 패밀리 Season 2 - 콘래드

### 극장판 애니메이션
- 기둥전사 건담 SEED FREEDOM - 아서 트라인, 아놀드 노이만
- 그대들은 어떻게 살 것인가 - 인력거꾼
- 도라에몽 극장판 시리즈
- 극장판 도라에몽: 진구의 우주소전쟁 2021 - 파일럿 외 각종 단역
- 극장판 도라에몽: 진구와 하늘의 유토피아 - 레이 박사
- 세계명작극장 극장판 시리즈
- 극장판 소공녀 세라 - 제임스
- 극장판 안녕 앤 - 헨리, 켄싱턴
- 극장판 엄마찾아 삼만리 - 모레티, 에르난도
- 극장판 키다리 아저씨 - 밥
- 극장판 톰 소여의 모험 - 콜린스
- 극장판 플랜더스의 개 - 미셸
- 울트라맨: 라이징 - 사토 켄 / 울트라맨
- 쿵푸팬더 4 - 곰보스, 놀란 양, 양1, 펜, 염소

### 외화
- 드래곤 길들이기 - 기타 배역

### 특촬물
- 가면라이더 세이버 - 레지엘 / 레지엘 메기도 / 레지엘 포비든, 카리브디스, 바하트 / 가면라이더 펄션, 이진영, 현신 스파르탄 / 로드 오브 와이즈 스파르탄
- 가면라이더 리바이스 - 전한울 / 가면라이더 데몬즈, 나승우, 하진성의 아버지, 지청윤
- 가면라이더 기츠 - 이로운 / 가면라이더 타이쿤
- 아머드 사우루스 - 헥토롬바, 닥터 M, 독고석, 아르튬
- 극장판 파워레인저 캡틴포스: 지구를 위한 싸움 - 배들리 / 유상훈
- 파워레인저 돈브라더즈 - 천도진, 돈블래스터 음성, 장로 2, 박해준, 마라준 / 초신성귀 / 초신성킹 외 각종 단역
- 도겐져스 - 오가맨, 탕건무사

### 게임
- 쿠키런: 킹덤 - 연구원 쿠키1